# Milton Gonçalves
Milton Gonçalves OMC (Monte Santo de Minas, 9 de dezembro de 1933 – Rio de Janeiro, 30 de maio de 2022) foi um ator, diretor, cantor, dublador e produtor brasileiro. Considerado um dos principais e mais importantes atores do Brasil, desempenhou diversos papéis importantes em diversas áreas da atuação. Em uma carreira de sete décadas, ele recebeu várias honrarias, incluindo um Prêmio Shell, três prêmios do Festival de Gramado e um do Festival de Brasília. Em 2018 recebeu o Troféu Mário Lago por sua contribuição artística, tornando-se o primeiro ator negro a receber o prêmio.

## Biografia
Começou a carreira na cidade de São Paulo. Milton trabalhava como gráfico quando, um dia, depois de assistir à peça A Mão do Macaco, a convite do ator Egídio Écio, saiu maravilhado. Tratou de entrar logo para um clube de teatro amador, do qual passou para um grupo profissional. Um novo diretor carioca procurava um ator para fazer um Preto velho na peça Ratos e Homens. O diretor era Augusto Boal e, o grupo, o Teatro de Arena de São Paulo. "Lá encontrei Gianfrancesco Guarnieri, Flavio Migliaccio, Oduvaldo Viana e tantos outros. Estudavam história do teatro, impostação de voz, postura, filosofia, arte e política."[carece de fontes?]
Milton escreveu quatro peças, uma delas montada pelo Teatro Experimental do Negro e dirigida por Dalmo Ferreira. "Ali aprendi tudo o que sei sobre teatro. Foi fundamental para a minha compreensão do mundo."[carece de fontes?]
Militante do movimento negro, Milton Gonçalves chegou a tentar a carreira política, nos 90. No plebiscito em 93, foi um dos garotos-propaganda da frente republicana presidencialista junto com Joana Fomm. Além disso, tentou candidatar-se a governador do estado do Rio de Janeiro, em 1994.
Gonçalves foi também o primeiro brasileiro a apresentar uma categoria na cerimônia de premiação do Emmy Internacional em 2006. Participou do especial Chico Eterno, que foi uma homenagem ao mestre do humor Chico Anysio, ao lado de Maurício Sherman, Fernanda Montenegro, Nizo Neto, Orlando Drummond, Boni, Quinzinho melhor amigo de Chico, esse programa foi gravado através da TV Verdes Mares, afiliada da Rede Globo no Ceará.
Foi homenageado no carnaval de 2021 pela Acadêmicos de Santa Cruz, com o enredo "Axé, Milton Gonçalves! No Catupé da Santa Cruz".
Milton morreu no dia 30 de maio de 2022, devido a problemas de saúde decorrentes de um AVC que sofreu em 2020.

## Carreira

### Carreira na televisão

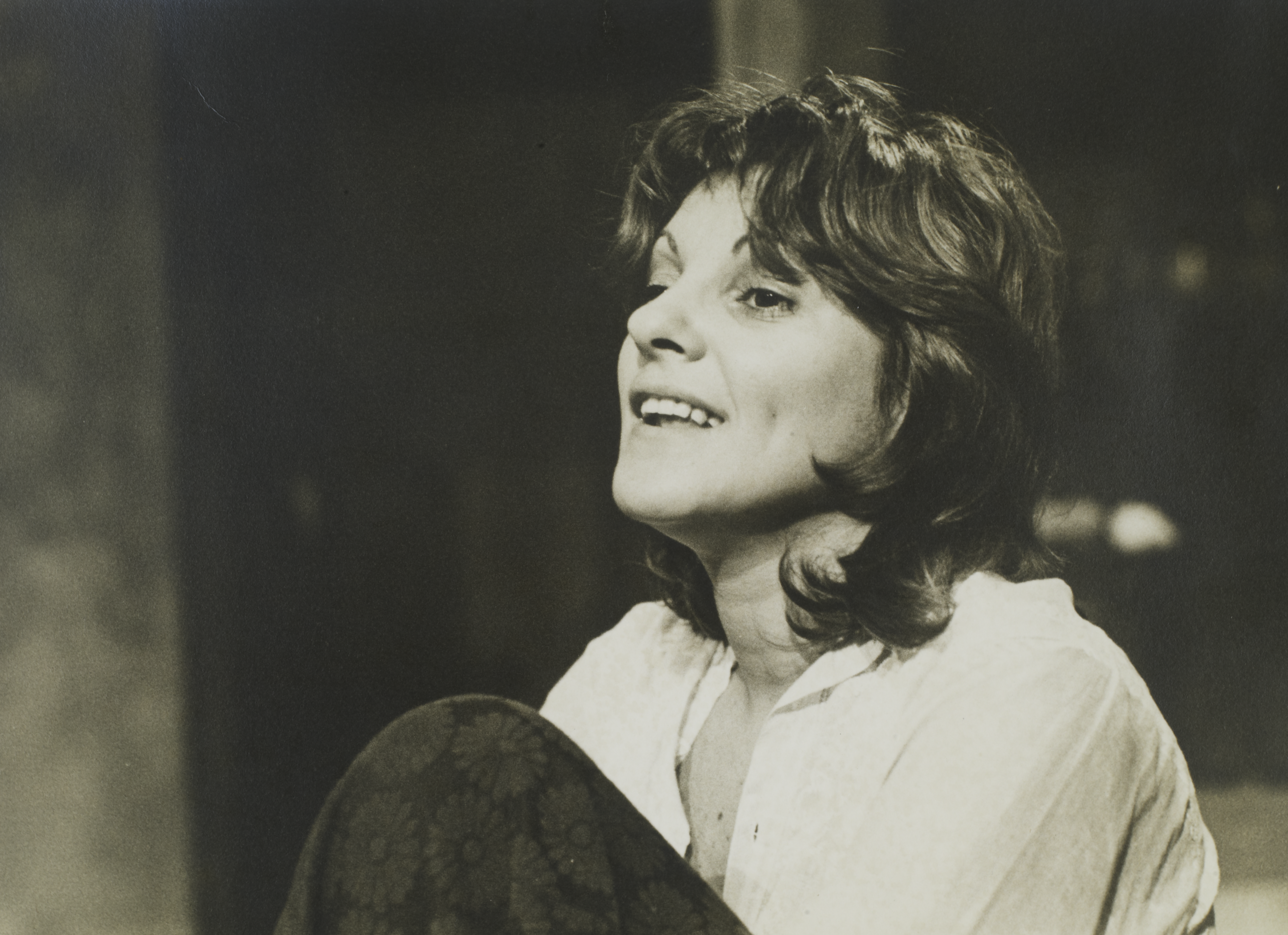
Milton trabalhou com Yara Amaral em Irmãos Coragem (1970).

Deu-se início na década de 1960 fazendo participação especial em O Vigilante Rodoviário, da TV Tupi. No decorrer da década, esteve em obras da Rede Globo como Rua da Matriz, Rosinha do Sobrado, A Moreninha, Padre Tião, entre outros.
Na década de 1970, esteve no elenco da telenovela Irmãos Coragem como Braz Canoeiro. Nos primeiros anos deste período, participou de telenovelas como Bandeira 2 como Caldas; O Bem-Amado como Zelão das Asas; O Espigão como Nonô. Em 1975, esteve em obras como Gabriela como Filó; Roque Santeiro como Padre Honório (versão censurada) e  Pecado Capital como Percival. Milton finalizou este decênio estando presente nas telenovelas Sem Lenço, sem Documento como Tibúrcio; O Pulo do Gato como Caxuxo e Sinal de Alerta como Rafa.
Nos primeiros anos da década de 1980, interpretou um padre em Chega Mais e, logo em seguida, foi Otto Rodrigues e Damião nas telenovelas Baila Comigo e Terras do Sem-Fim, respectivamente. Entre 1983 a 1985, foi Dr Mendes em Pão Pão, Beijo Beijo, deu vida a Reginaldo em Partido Alto, até passar como Promotor Lourival Prata em Roque Santeiro e Mestre Lídio na minissérie Tenda dos Milagres. Nos dois anos seguintes, esteve em Cambalacho e Sinhá Moça, além de atuar em Mandala. O decênio foi concluído estando presente em obras como Fera Radical e Que Rei Sou Eu?.
No início da década de 1990, esteve em Gente Fina e Araponga como Nei Assunção e Zé das Couves, respectivamente; além de viver Batista em Felicidade. Entre 1992 a 1993, participou das minisséries As Noivas de Copacabana e Agosto como Fernando e Eusébio, do programa Você Decide e na telenovela De Corpo e Alma como um juiz. Nos dois anos seguintes, foi Sinval em A Madona de Cedro, esteve na nova versão de Irmãos Coragem, assim como, deu vida como Padre em História de Amor e foi Jovildo em Decadência.
Em 1996, esteve nas telenovelas O Fim do Mundo, O Rei do Gado e Anjo de Mim. Dois anos depois, foi Clemente na minissérie Dona Flor e Seus Dois Maridos, e encerrou o decênio como Henrique em Chiquinha Gonzaga; Delegado Serafim em Andando nas Nuvens e Leal Calabar na sexta temporada de Malhação.
Nos primeiros anos da década de 2000, participou das séries A Grande Família e Brava Gente; depois foi Matias em Esperança e Lázaro em Começar de Novo. Além disso, também esteve no humorístico Zorra Total, nas telenovelas América, Sinhá Moça, Cobras & Lagartos e A Favorita. Finalizou-se o período como Coronel na série Força-Tarefa e fez uma participação especial de fim de ano em Chico e Amigos.
Na década de 2010, foi Gregório em Insensato Coração e Afonso em Lado a Lado, além de participar das séries O Caçador e Lili, a Ex. Em 2015, fez narração das chamadas de Além do Tempo e dois anos mais tarde, interpretou Cristóvão na telenovela Pega Pega e foi Louveira na série Carcereiros. Em 2018, esteve em O Tempo Não Para como Eliseu; e participou da minissérie Se Eu Fechar os Olhos Agora. No ano seguinte, foi um juiz em Malhação: Toda Forma de Amar e esteve no especial Juntos a Magia Acontece.

### Carreira no cinema
Estreou no cinema em 1958 em O Grande Momento. Na década de 1960, esteve em obras como Cidade Ameaçada, Cinco Vezes Favela, Grande Sertão Paraíba, Vida e Morte de um Bandido, Toda Donzela Tem um Pai que É uma Fera, Mineirinho Vivo ou Morto, O Homem Nu, Na Mira do Assassino, O Homem Que Comprou o Mundo, entre outros.
Na década de 1970, esteve em obras como Pedro Diabo Ama Rosa Meia-Noite, As Quatro Chaves Mágicas, Robin Hood. Contudo, no filme Rainha Diaba, lançado em 1975, no qual interpretou o personagem principal, foi eleito Melhor Ator pelo Festival de Brasília. Posteriormente, ainda faria parte de outros longas como Ipanema, Adeus, Ladrões de Cinema, Na Boca do Mundo, O Sol dos Amantes, entre outros.
Na década de 1980, participou de filmes como Eles Não Usam Black-Tie, Aguenta Coração, O Rei do Rio, Um Trem para as Estrelas, entre outros. Na década seguinte, esteve em O Quinto Macaco, O Homem Nu, O Dia da Caça, Orfeu, e muito mais.
Na década de 2000, esteve em obras como Villa-Lobos - Uma Vida de Paixão, Carandiru, As Filhas do Vento. Em 2003, foi homenageado na 31.ª edição do Festival de Gramado por ter participando em mais de 100 filmes nacionais. Também participou dos filmes da Xuxa em Xuxinha e Guto Contra os Monstros do Espaço, Xuxa e o Tesouro da Cidade Perdida e Xuxa em Sonho de Menina. Posteriormente, encerraria a década participando de longas como Fica Comigo Esta Noite e A Ilha dos Escravos. Na década seguinte, participou de obras como Segurança Nacional, Giovanni Improtta, O Duelo, entre outros.

### Morte
Milton faleceu em casa no dia 30 de maio de 2022, por consequências de problemas de saúde decorrentes de um AVC sofrido em 2020. O velório do ator e diretor foi realizado no Theatro Municipal do Rio de Janeiro. Seu corpo será cremado no Cemitério do Caju.
Artistas como Lázaro Ramos, Zezé Motta, Taís Araújo, Daniela Mercury, Ary Fontoura e Luana Xavier lamentaram a morte do ator, prestando-lhe homenagens em suas redes sociais. O governador do Rio de Janeiro, Cláudio Castro, e o prefeito da cidade, Eduardo Paes, também se manifestaram sobre a perda do artista. No esporte, o Flamengo lamentou o falecimento do ator em uma publicação nas redes sociais e lembrou da história de Milton com o clube, inclusive assumindo a vice-presidência. Na cultura popular, diversas escolas de samba manifestaram pesar pelo falecimento do ator, como a União da Ilha, Mocidade Independente e Salgueiro. Mangueira e Portela lembraram passagens de Milton em seus carnavais. Acadêmicos de Santa Cruz, escola que homenageou Milton no carnaval de 2022, escreveu "Cumprimos nosso papel enquanto escola de samba homenageando uma figura tão potente quanto Milton Gonçalves em 2022, mas ainda pouco perto do que merece esse orixá de nossa cultura".

## Filmografia

### Televisão
| Ano     | Título                                             | Papel                          | Notas                                      |
| ------- | -------------------------------------------------- | ------------------------------ | ------------------------------------------ |
| 1961    | O Vigilante Rodoviário                             | Inspetor Carlos                | Episódio: "Aventuras do Tuca"              |
| 1965    | Rua da Matriz                                      |                                |                                            |
| 1965    | Rosinha do Sobrado                                 | Agenor                         |                                            |
| 1965    | A Moreninha                                        | Simão                          |                                            |
| 1965    | Padre Tião                                         | Negrão                         |                                            |
| 1968    | Balança Mas Não Cai                                | —                              | Direção                                    |
| 1969    | A Cabana do Pai Tomás                              | Hasan (Onça)                   |                                            |
| 1970    | Irmãos Coragem                                     | Braz Canoeiro                  | Também direção                             |
| 1971    | Bandeira 2                                         | Caldas                         |                                            |
| 1971    | Clipe de Fim de Ano (Um Novo Tempo)                | Ele Mesmo                      |                                            |
| 1972    | Vila Sésamo                                        | Professor Leão                 |                                            |
| 1973    | O Bem-Amado                                        | Zelão das Asas                 |                                            |
| 1973-74 | Clipe de Fim de Ano (Um Novo Tempo)                | Ele Mesmo                      |                                            |
| 1974    | O Espigão                                          | Nonô Alegria das Gringas       |                                            |
| 1974    | Caso Especial                                      | Epaminondas                    | Episódio: "Turma, Doce Turma"              |
| 1975    | Gabriela                                           | Filó                           |                                            |
| 1975    | Roque Santeiro                                     | Padre Honório                  | Versão censurada                           |
| 1975    | Pecado Capital                                     | Dr. Percival Garcia            |                                            |
| 1976    | Escrava Isaura                                     | —                              | Direção                                    |
| 1977    | Sem Lenço, sem Documento                           | Tibúrcio                       |                                            |
| 1978    | O Pulo do Gato                                     | Caxuxo                         |                                            |
| 1978    | Sinal de Alerta                                    | Rafa                           |                                            |
| 1978-79 | Clipe de Fim de Ano (Ano Internacional da Criança) | Ele Mesmo                      |                                            |
| 1980    | Chega Mais                                         | Padre                          | Episódio: "3 de março"                     |
| 1981    | Baila Comigo                                       | Otto Rodrigues                 |                                            |
| 1981    | Terras do Sem-Fim                                  | Damião                         |                                            |
| 1982    | Caso Verdade                                       |                                | Episódio: "Simone, Amor sem Limites"       |
| 1983    | Pão Pão, Beijo Beijo                               | Dr. Mendes                     |                                            |
| 1984    | Partido Alto                                       | Reginaldo                      |                                            |
| 1984    | Eu Prometo                                         | Diretor da unidade da OBS      |                                            |
| 1985    | Roque Santeiro                                     | Promotor Lourival Prata        |                                            |
| 1985    | Tenda dos Milagres                                 | Mestre Lídio Corró             |                                            |
| 1986    | Cambalacho                                         | Tião                           |                                            |
| 1986    | Sinhá Moça                                         | Pai José                       | Episódio: "28 de abril"                    |
| 1986    | Caso Especial                                      | Tonico                         | Episódio: "Negro Léo"                      |
| 1987    | Mandala                                            | Apolinário Santana             |                                            |
| 1988    | Fera Radical                                       | Damasceno Righi Salomão        |                                            |
| 1989    | Que Rei Sou Eu?                                    | Barão Herr Whisky              |                                            |
| 1989-90 | Clipe de Fim de Ano (A Globo 90 É Nota 100)        | Ele Mesmo                      |                                            |
| 1990    | Gente Fina                                         | Nei Assunção (Michael Jackson) |                                            |
| 1990    | Delegacia de Mulheres                              | Francisco                      | Episódio: "Em Defesa da Honra"             |
| 1990    | Araponga                                           | Zé das Couves                  |                                            |
| 1991    | Felicidade                                         | Batista                        |                                            |
| 1992    | As Noivas de Copacabana                            | Dr. Fernando                   | Episódios: "23–25 de junho"                |
| 1992    | Você Decide                                        | Delegado Nelson                | Episódio: "O Álibi"                        |
| 1992    | De Corpo e Alma                                    | Juiz                           |                                            |
| 1993    | Agosto                                             | Eusébio                        |                                            |
| 1993    | Você Decide                                        | Delegado Sílvio                | Episódio: "Isca de Polícia"                |
| 1993    | Você Decide                                        | Seu Tito                       | Episódio: "O Porteiro"                     |
| 1993    | Olho no Olho                                       | Sacerdote                      | Episódio: "6 de setembro"                  |
| 1994    | A Madona de Cedro                                  | Sinval                         |                                            |
| 1994    | Você Decide                                        | Delegado Nilo                  | Episódio: "Amigo do Peito"                 |
| 1995    | Irmãos Coragem                                     |                                |                                            |
| 1995    | História de Amor                                   | Padre                          |                                            |
| 1995    | Decadência                                         | Jovildo Siqueira               |                                            |
| 1996    | O Fim do Mundo                                     | Juiz                           |                                            |
| 1996    | O Rei do Gado                                      |                                |                                            |
| 1996    | Anjo de Mim                                        | Mestre Quirino / Sebastião     |                                            |
| 1998    | Dona Flor e Seus Dois Maridos                      | Clemente                       |                                            |
| 1998    | Meu Bem Querer                                     | Eder                           |                                            |
| 1999    | Chiquinha Gonzaga                                  | Henrique Alves de Mesquita     |                                            |
| 1999    | Andando nas Nuvens                                 | Delegado Serafim               |                                            |
| 2000    | Malhação                                           | Leal Calabar                   | Episódios: "3–17 de março"                 |
| 2000    | Megatom                                            | Advogado                       | Episódio: "9 de abril"                     |
| 2001    | A Grande Família                                   | Otávio                         | Episódio: "A Melhor Casa da Rua"           |
| 2001    | Brava Gente                                        | Delegado Motta                 | Episódio: "Proezas do Finado Zacarias"     |
| 2002    | Esperança                                          | Matias dos Santos              | Episódios: "19–20 de junho"                |
| 2004–06 | Zorra Total                                        | Campelo                        |                                            |
| 2004    | Malhação                                           | Juiz                           | Episódios: "12–13 de abril"                |
| 2004    | Começar de Novo                                    | Lázaro                         | Episódios: "4–8 de outubro"                |
| 2005    | Carandiru, Outras Histórias                        | Chico                          | Episódio: "Ao Mestre com Carinho"          |
| 2005    | América                                            | Oficial de justiça             | Episódio: "14 de março"                    |
| 2006    | Sinhá Moça                                         | Pai José das Dores             | Episódio: "13 de março"                    |
| 2006    | Cobras & Lagartos                                  | Jair dos Santos                | Episódios: "24 de abril–2 de junho"        |
| 2008    | A Favorita                                         | Deputado Romildo Rosa          |                                            |
| 2009–11 | Força-Tarefa                                       | Coronel Caetano                |                                            |
| 2009–13 | Zorra Total                                        | Vários personagens             |                                            |
| 2009    | Chico e Amigos                                     | Haroldo                        | Especial de fim de ano                     |
| 2011    | Insensato Coração                                  | Gregório Gurgel                | Episódios: "26 de março–22 de junho"       |
| 2012    | Lado a Lado                                        | Afonso Nascimento              |                                            |
| 2014    | O Caçador                                          | Velho do banco                 | Episódio: "11 de abril"                    |
| 2014    | Lili, a Ex                                         | Ancelmo de Monteiro Costa      | Temporada 1                                |
| 2015    | Além do Tempo                                      | —                              | Narração (chamadas iniciais)               |
| 2017    | Pega Pega                                          | Cristóvão Souza Damião         |                                            |
| 2017    | Os Trapalhões                                      | Narrador de Aparício           | Episódio: "27 de julho"                    |
| 2017–19 | Carcereiros                                        | Dr. Louveira                   |                                            |
| 2018    | O Tempo Não Para                                   | Eliseu Emerenciano             |                                            |
| 2018    | Se Eu Fechar os Olhos Agora                        | Paulo Roberto Antunes (adulto) | Também narração                            |
| 2019    | Malhação: Toda Forma de Amar                       | Juiz Douglas                   | Episódios: "18 de setembro–17 de dezembro" |
| 2019    | Juntos a Magia Acontece                            | Orlando Santos                 | Especial de fim de ano                     |
| 2021    | Filhas de Eva                                      | Gasparian                      | Episódio: "4"                              |

### Cinema
| Ano  | Título                                      | Papel                          |
| ---- | ------------------------------------------- | ------------------------------ |
| 2021 | Pixinguinha, Um Homem Carinhoso             | Alfredo Vianna                 |
| 2019 | Carcereiros - O Filme                       | Dr. Gouveia                    |
| 2017 | Pelé: O Nascimento de uma Lenda             | Waldemar de Brito              |
| 2015 | Meus Dois Amores                            | Monsenhor Fidélis              |
| 2015 | O Duelo                                     | Governador                     |
| 2014 | As Aventuras do Avião Vermelho              | Avião Vermelho (voz)           |
| 2013 | Giovanni Improtta                           | Ozires                         |
| 2012 | Billi Pig                                   | Padre Roberval                 |
| 2011 | Assalto ao Banco Central                    | Pastor                         |
| 2010 | Quincas Berro D'Água                        | Delegado Morais                |
| 2010 | Segurança Nacional                          | Presidente da República Dantas |
| 2008 | A Ilha dos Escravos                         | Tesoura                        |
| 2007 | Sonho de Menina                             | Diretor da escola              |
| 2006 | Fica Comigo Esta Noite                      | Padre                          |
| 2006 | Cobrador: In God We Trust                   | Zinho                          |
| 2006 | Yansan                                      | Narrador                       |
| 2005 | Xuxinha e Guto Contra os Monstros do Espaço | Euclides Arquimedes (voz)      |
| 2005 | As Filhas do Vento                          | Seu Zé                         |
| 2004 | O Tesouro da Cidade Perdida                 | Hélio Hipólito                 |
| 2003 | Acquária                                    | Závos                          |
| 2003 | Carandiru                                   | Chico                          |
| 2003 | As Alegres Cumadres                         | Padre Arnaldo                  |
| 2001 | Bufo & Spallanzani                          | Delegado Ferreira              |
| 2001 | Villa-Lobos - Uma Vida de Paixão            | Saxofonista                    |
| 1999 | Orfeu                                       | Inácio                         |
| 1999 | O Dia da Caça                               | Miranda                        |
| 1997 | O Testamento do Senhor Napumoceno           | Prefeito                       |
| 1997 | O Que É Isso, Companheiro?                  | Segurança da Embaixada         |
| 1997 | O Homem Nu                                  |                                |
| 1994 | A Morte da Mulher do Atirador de Facas      |                                |
| 1992 | Kickboxer 3: The Art of War                 | Sargento                       |
| 1990 | O Quinto Macaco                             | Juiz                           |
| 1989 | Orquídea Selvagem                           | Flávio                         |
| 1988 | Luar sobre Parador                          | Carlo                          |
| 1988 | Natal da Portela                            | Natal da Portela               |
| 1987 | Um Trem para as Estrelas                    | Freitas                        |
| 1986 | O Rei do Rio                                | Cacareco                       |
| 1985 | Pedro Mico                                  | Pedro Mico (Dublou Pelé)       |
| 1985 | O Beijo da Mulher Aranha                    | Policial                       |
| 1984 | Aguenta Coração                             |                                |
| 1984 | Quilombo                                    |                                |
| 1981 | Eles Não Usam Black-Tie                     | Bráulio                        |
| 1980 | Parceiros da Aventura                       | Bené                           |
| 1979 | O Sol dos Amantes                           | Sebastião Raimundo             |
| 1979 | Na Boca do Mundo                            |                                |
| 1977 | Lúcio Flávio, o Passageiro da Agonia        | 132                            |
| 1977 | Ladrões de Cinema                           | Luquinha                       |
| 1976 | A Fera Carioca                              | Macumbeiro                     |
| 1975 | Ipanema, Adeus                              | Assaltante                     |
| 1974 | A Rainha Diaba                              | Diaba                          |
| 1973 | Robin Hood                                  | Xerife de Nottingham (voz)     |
| 1971 | As Quatro Chaves Mágicas                    | Ladrão                         |
| 1970 | Pedro Diabo Ama Rosa Meia-Noite             | Presidiário                    |
| 1969 | O Anjo Nasceu                               | Urtiga                         |
| 1969 | Sete Homens Vivos ou Mortos                 | Mico Sujo                      |
| 1969 | Macunaíma                                   | Jiguê                          |
| 1969 | Máscara da Traição                          | Severino                       |
| 1969 | A Cama ao Alcance de Todos                  |                                |
| 1969 | Os Raptores                                 | Eusébio                        |
| 1969 | O Bravo Guerreiro                           | Sindicalista                   |
| 1968 | O Homem que Comprou o Mundo                 | Soldado                        |
| 1968 | Na Mira do Assassino                        | Nhonhoca                       |
| 1968 | O Homem Nu                                  | Homem da mudança               |
| 1967 | Mineirinho Vivo ou Morto                    | Caveira                        |
| 1966 | Toda Donzela Tem um Pai que É uma Fera      | Porteiro                       |
| 1965 | Paraíba, Vida e Morte de um Bandido         | Bira                           |
| 1965 | Grande Sertão                               | Tonico                         |
| 1964 | Procura-se uma Rosa                         |                                |
| 1963 | Gimba                                       | Mãozinha                       |
| 1962 | Cinco Vezes Favela                          | (segmento: "Couro de Gato")    |
| 1960 | Cidade Ameaçada                             |                                |
| 1958 | O Grande Momento                            | Rapaz do parque de diversões   |

## Teatro
Participou de mais de trinta peças, entre as quais podemos destacar:
| Ano       | Título                                                                   |
| --------- | ------------------------------------------------------------------------ |
| 1957      | "Ratos e Homens" de John Steinbeck,                                      |
| 1957      | "Eles Não Usam Black-Tie" de Gianfrancesco Guarnieri,                    |
| 1959      | "Chapetuba Futebol Clube" de Oduvaldo Viana Filho,                       |
| 1959      | "Gente Como a Gente" de Roberto Freire,                                  |
| 1960      | "Revolução Na América do Sul" de Augusto Boal,                           |
| 1961      | "Pintado de Alegre" de Flávio Migliaccio,                                |
| 1961      | "O Testamento do Cangaceiro" de Chico de Assis,                          |
| 1962      | "Os Fuzis da Sr.ª Carrar" de Bertoldt Brecht,                            |
| 1962      | "A Mandrágora" de Maquiavel,                                             |
| 1963      | "Arena Conta Zumbi" de Gianfrancesco Guarnieri, Augusto Boal e Edu Lobo, |
| 1963      | "As Aventuras de Ripió Lacraia" de Chico de Assis,                       |
| 1966      | "Barrela" de Plínio Marcos, (censurada)                                  |
| 1966      | "América Injusta',                                                       |
| 1966      | "Memórias de Um Sargento de Milícias" de Manuel Antônio de Almeida,      |
| 1966      | "A Pena E A Lei" de Ariano Suassuna,                                     |
| 1969      | "Alice No País Divino Maravilhoso" de Paulo Afonso Grisolli,             |
| 1969      | "Jornada de Um Imbecil Até o Entendimento" de Plínio Marcos,             |
| 1970      | "No fundo do Poço Sem Fundo" de Lafayette Galvão,                        |
| 1975      | "A farsa da Boa Preguiça" de Ariano Suassuna,                            |
| 1980      | "Os Órfãos de Jânio" de Millôr Fernandes,                                |
| 1984      | "Vargas" de Dias Gomes,                                                  |
| 1985      | "Apesar de Tudo" de Fernando Berto,                                      |
| 1989      | 'Orfeu da Conceição" de Vinícius de Moraes,                              |
| 1990-1991 | "Master Harold...E Os Meninos" de Athol Fugard,                          |
| 1995-1996 | "Lima Barreto Ao Terceiro Dia" de Luíz Alberto de Abreu,                 |

## Prêmios e indicações
| Ano  | Associações                                   | Categoria               | Nomeações             | Resultado |
| ---- | --------------------------------------------- | ----------------------- | --------------------- | --------- |
| 1974 | Festival de Cinema de Brasília                | Melhor Ator             | A Rainha Diaba        | Venceu    |
| 1974 | Prêmio Air France de Cinema                   | Melhor Ator             | A Rainha Diaba        | Venceu    |
| 1974 | Prêmio Coruja de Ouro                         | Melhor Ator             | A Rainha Diaba        | Venceu    |
| 1974 | Prêmio Governador do Estado                   | Melhor Ator             | A Rainha Diaba        | Venceu    |
| 1978 | Festival de Cinema de Gramado                 | Melhor Ator Coadjuvante | Barra Pesada          | Venceu    |
| 1981 | Prêmio Estácio de Sá                          | Homenagem               | Carreira no Teatro    | Venceu    |
| 1990 | Festival de Cinema e TV de Natal              | Melhor Ator             | Natal da Portela      | Venceu    |
| 2001 | Prêmio Shell                                  | Melhor Ator             | Conduzindo Miss Daisy | Venceu    |
| 2003 | Festival de Cinema de Gramado                 | Troféu Oscarito         | Homenagem             | Venceu    |
| 2004 | Festival de Cinema de Gramado                 | Melhor Ator             | As Filhas do Vento    | Venceu    |
| 2004 | Festival Internacional de Cinema de Cartagena | Melhor Ator Coadjuvante | Carandiru             | Venceu    |
| 2006 | Prêmio TECO de Teatro                         | Homenagem               | Conjunto da Obra      | Venceu    |
| 2008 | Troféu Raça Negra                             | Homenagem               | Conjunto da Obra      | Venceu    |
| 2009 | Festival de Teatro do Rio                     | Homenagem               | Conjunto da Obra      | Venceu    |
| 2010 | Prêmio Camélia da Liberdade                   | Homenagem               | Conjunto da Obra      | Venceu    |
| 2012 | Prêmio Contigo! de Cinema Nacional            | Melhor Ator Coadjuvante | Billi Pig             | Indicado  |
| 2013 | Troféu Top of Business                        | Destaque na TV          | Lado a Lado           | Venceu    |
| 2014 | Prêmio Cesgranrio de Teatro                   | Homenagem               | Conjunto da Obra      | Venceu    |
| 2015 | Festival de Cinema CineOP                     | Homenagem               | Conjunto da Obra      | Venceu    |
| 2018 | Troféu Mário Lago                             | Contribuição à Arte     | Conjunto da Obra      | Venceu    |